# Лоренц (місячний кратер)
Кра́тер Ло́ренц (лат. Lorentz) — величезний стародавній метеоритний кратер у північній півкулі зворотного боку Місяця. Назву присвоєно на честь нідерландського фізика-теоретика Гендріка Антона Лоренца (1853—1928) й затверджено Міжнародним астрономічним союзом у 1970 році. Утворення кратера відбулось у донектарському періоді.

## Опис кратера

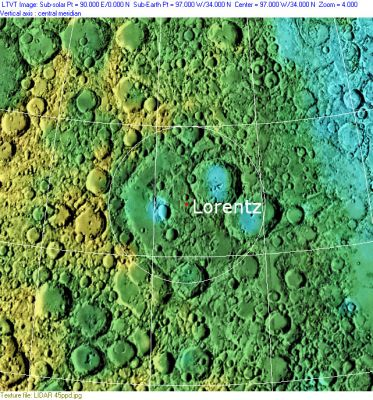
Візуализація замірів висот лазерного альтиметра зонда Clementine

Найближчими сусідами кратера Лоренц є кратер Вінлок, що прилягає до західної частини його валу; кратер Лаккіні на північному заході; кратер Брегг на півночі північному заході; кратер Авіценна, що перекриває північну частину його валу; кратер Бунзен на північному сході; кратер Астон на сході і кратер Лауе, що перекриває південну частину його валу. У північно-східній частині чаші кратера Лоренц знаходиться кратер Нернст, у південно-східній — кратер Рентген. Селенографічні координати центру кратера 34°35′ пн. ш. 97°11′ зх. д. / 34.59° пн. ш. 97.19° зх. д., діаметр 378 км, глbбина 3200 м.
Розміри кратера можна порівняти з розмірами Моря Нектару на видимому боці Місяця, але на відміну від останнього кратер не затоплений базальтовою лавою. Кратер має полігональну форму й зазнав значних руйнувань за тривалий час свого існування. Вал кратера згладжений і майже повністю зруйнований за виключенням добре помітної його західної частини. Дно чаші є відносно рівним у західній частині, пересічене у східній, й відзначене безліччю кратерів різного розміру. У чаші кратера зареєстрована гравітаційна аномалія.
Незважаючи на розташування на зворотному боці Місяця за сприятливої лібрації кратер є доступним для спостереження із Землі, однак під низьким кутом та у спотвореній формі.

## Сателітні кратери
| Лоренц | Координати                                                  | Діаметр, км |
| ------ | ----------------------------------------------------------- | ----------- |
| P      | 31°40′ пн. ш. 98°48′ зх. д. / 31.67° пн. ш. 98.8° зх. д.    | 35,3        |
| R      | 33°18′ пн. ш. 99°37′ зх. д. / 33.3° пн. ш. 99.62° зх. д.    | 36,9        |
| T      | 34°29′ пн. ш. 100°39′ зх. д. / 34.48° пн. ш. 100.65° зх. д. | 20,0        |
| U      | 35°26′ пн. ш. 99°54′ зх. д. / 35.44° пн. ш. 99.9° зх. д.    | 22,7        |

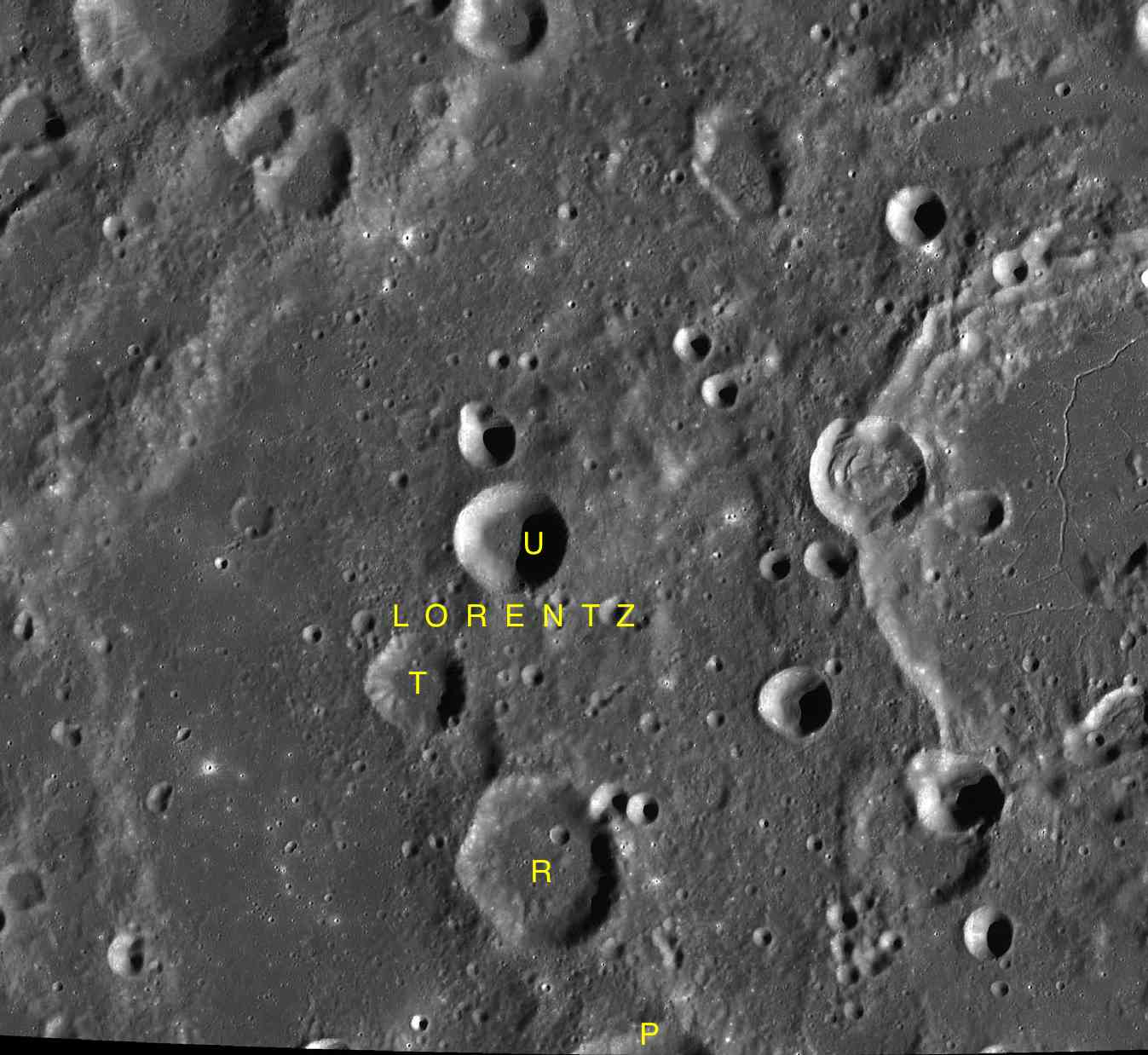
Фрагмент мапи LAC-36

- Утворення сателітних кратерів Лоренц P і R відбулося у нектарському періоді[1].